# Kūh-e Chākīleh
Kūh-e Chākīleh (persiska: کوه چاکیله) är ett berg i Iran.   Det ligger i provinsen Fars, i den södra delen av landet, 900 km söder om huvudstaden Teheran. Toppen på Kūh-e Chākīleh är 1 400 meter över havet.
Terrängen runt Kūh-e Chākīleh är kuperad söderut, men norrut är den platt. Runt Kūh-e Chākīleh är det glesbefolkat, med 15 invånare per kvadratkilometer. Närmaste större samhälle är Banārū'īyeh, 13,4 km väster om Kūh-e Chākīleh. Trakten runt Kūh-e Chākīleh är ofruktbar med lite eller ingen växtlighet.